# نايف جراد
نايف عبد الرحيم علي جراد (أبو أحمد؛ 30 مارس 1956 – 15 سبتمبر 2024) هو سياسي وعسكري برتبة لواء وأكاديمي ومفكر فلسطيني، وُلِد ونشأ في مدينة طولكرم بفلسطين، والتحق بصفوف الثورة الفلسطينية وحركة فتح، وكان عضوًا في المجلس الوطني الفلسطيني.

## سيرته
وُلِد نايف عبد الرحيم علي جراد في مدينة طولكرم بفلسطين بتاريخ 30 مارس 1956 ونشأ فيها، وتلقى تعليمه في مدارس المدينة، ودرس العلوم السياسية في الأكاديمية البلغارية للعلوم [الإنجليزية] في بلغاريا.
التحق مُنذ مطلع شبابه بالثورة الفلسطينيّة المعاصرة وحركة التحرير الوطني الفلسطيني "فتح"، وتلّقى تدريباته العسكريّة في معسكراتها، وشارك في إحدى دورياتها داخل الأراضي الفلسطينية.
في 17 نوفمبر 2003 إبان الانتفاضة الفلسطينية الثانية اعتقله الجيش الإسرائيلي من منزله في مدينة طولكرم.
كان عضوًا في لجنة صياغة الدستور الفلسطيني، وعضوًا في المجلس الوطني الفلسطيني "البرلمان الفلسطيني العام"، وعضوًا في مجلس البحث العلمي الفلسطيني، وعضو الأمانة العامة للجمعية العربية للحريات الاكاديمية.
شغل منصب رئيس جامعة الاستقلال "قائمًا بأعمال رئيس الجامعة" مُنذ عام 2010 وحتى عام 2012، وكان قبل ذلك نائبًا لرئيس الجامعة، كما عاد وتولى منصب نائب رئيس الجامعة للشؤون الأكاديمية والبحث العلمي في عام 2023 واستمر بذلك حتى وفاته في 15 سبتمبر 2024.
شغل لسنواتٍ عديدة منصب مدير عام معهد فلسطين لأبحاث الأمن القومي، كما شغل منصب رئيس المركز الفلسطيني لمصادر حقوق المواطنة واللاجئين "بديل"، وكان رئيسًا لهيئة تحرير "مجلة جامعة الاستقلال للأبحاث"، ومشرفًا عامًا "لمجلة فلسطين لأبحاث الأمن القومي".
شارك في عدة مؤتمرات دولية، منها؛ مثل دولة فلسطين برفقة رئيس الوزراء الفلسطيني الأسبق رامي الحمد الله "في المنتدى الثاني لأمن الشرق الوسط" المُنعقد في العاصمة الصينية بكين في سبتمبر 2022، وفي مايو 2023 شارك جراد في مؤتمر "الملتقى الدولي للنكبة وحق العودة" في الجزائر، كما شارك في "مؤتمر التربية المقاومة" في يونيو 2024 في لبنان.
وكان عضوًا في مجلس أمناء جامعة فلسطين التقنية "خضوري" في مدينة طولكرم مُنذ اختياره في 15 يناير 2023 بقرارٍ صادرٍ عن الرئيس الفلسطيني محمود عباس وحتى وفاته في 15 سبتمبر 2024.

## وفاته
تُوفي نايف جراد في 15 سبتمبر 2024 بعد إصابته بسرطان الرئة، وشُيع جثمانه في ذات اليوم في مدينة طولكرم بجنازةٍ عسكريةٍ حيث صُلي عليه في "مسجد البركة" بالمدينة ودُفن في المقبرة الغربية بالمدينة.
نعته حركة فتح في بيانٍ صدر عنها جاء فيه: "برحيل المناضل اللواء جراد فقدت فلسطين وشعبها مناضلًا وفدائيًّا وأكاديميًّا حوّل التجارب النضاليّة والكفاحيّة إلى معرفة وفكر".
ونعاه رئيس المجلس الوطني الفلسطيني روحي فتوح في بيانٍ صدر عنه جاء فيه: "يودع المجلس الوطني وفلسطين أخًا حبيبًا ومناضلًا فتحاويًا وقامة وطنية كبيرة".
كما نعاه كُلٌ من الفريق إسماعيل جبر، ورئيس جامعة الاستقلال، ورئيس جامعة فلسطين التقنية "خضوري"، ومدير عام الشرطة الفلسطينية علام السقا، وشخصياتٌ ومؤسساتٌ فلسطينية أخرى.